# Automolis meteus
Automolis meteus är en fjärilsart som beskrevs av Walker 1868. Automolis meteus ingår i släktet Automolis och familjen björnspinnare. Inga underarter finns listade i Catalogue of Life.

## Bildgalleri

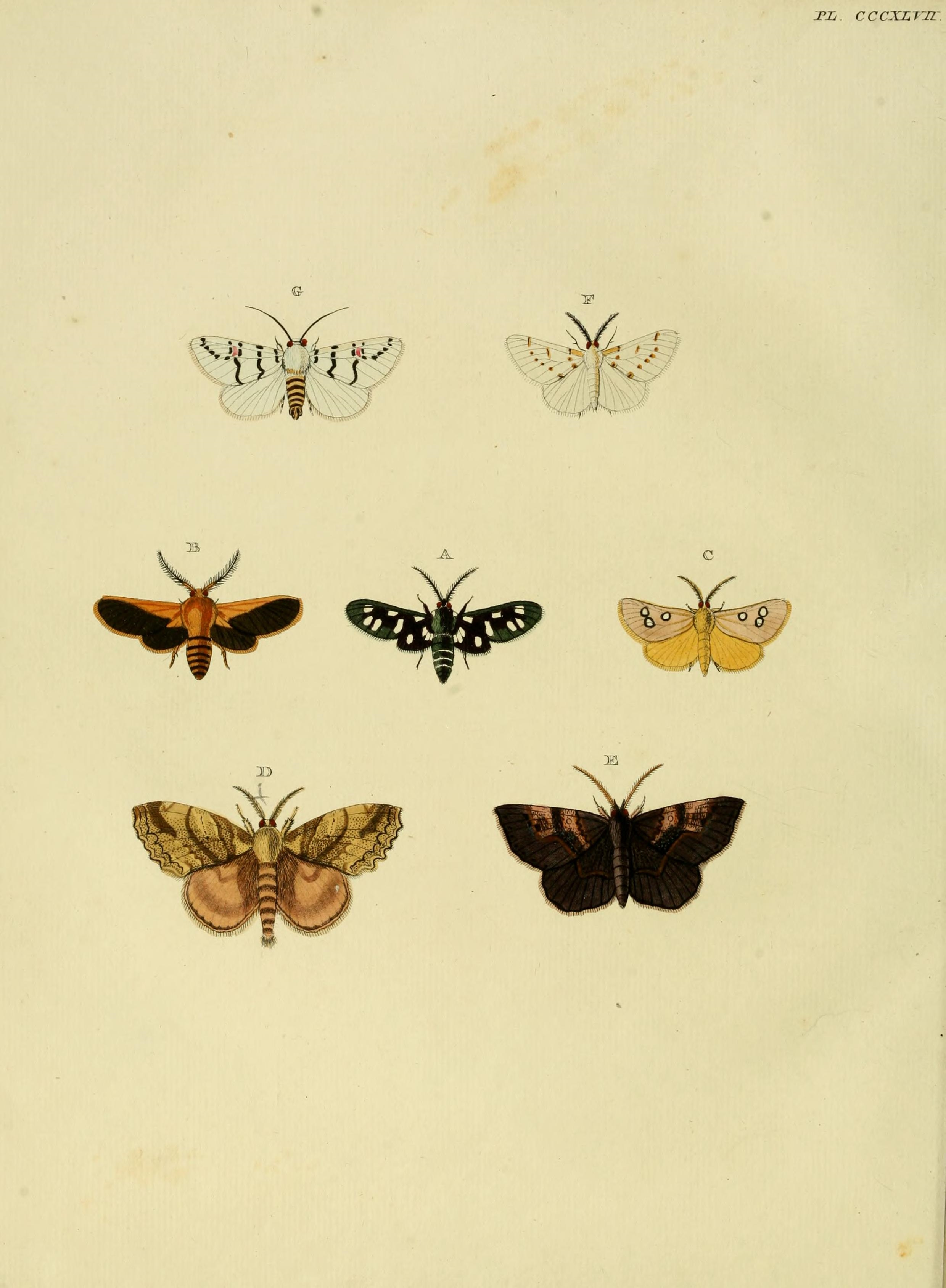